# Острівець (зупинний пункт)
Острівéць — зупинний пункт Івано-Франківської дирекції Львівської залізниці між станціями Гвіздець (12,9 км) та Городенка-Завод (17,4 км).
Розташований в однойменному селі Городенківського району Івано-Франківської області.

## Пасажирське сполучення
На зупинному пункті щоденно зупиняються приміські потяги сполученням:
- Коломия — Заліщики
- Коломия — Городенка-Завод
- Заліщики — Коломия
- Городенка-Завод — Коломия